# Lijst van burgemeesters van Loenen en Wolferen
Dit is een lijst van burgemeesters van de Nederlandse gemeente Loenen en Wolferen tot die gemeente in mei 1854 opging in de gemeente Valburg.
| Ambtsperiode | Naam burgemeester                   | Partij of stroming | Bijzonderheden                                                    |
| ------------ | ----------------------------------- | ------------------ | ----------------------------------------------------------------- |
| 1825? - 1828 | Gijsbert Hendrik de Ranitz          |                    | overleden 3 februari 1828                                         |
| 1828 - 1850  | mr. Wilhelmus Theodorus Kopp        |                    |                                                                   |
| 1850 - 1854  | Derk Johan Pieter Nicolaas Gaijmans |                    | tevens burgemeester van Valburg (1836-1854) en Hemmen (1850-1854) |
| 1854         | Geurt de Hartog                     |                    | tevens burgemeester van Valburg (1854-1866)                       |